# 第11空挺師団 (アメリカ軍)

師団に所属する部隊の記章に用いられる背景

第11空挺師団（だいじゅういちくうていしだん、11th Airborne Division、北極の天使 Arctic Angels）は、アメリカ陸軍の師団のひとつ。

## 概要
第11空挺師団は、第二次世界大戦中の1943年2月25日に初めて編制された。1個空挺歩兵連隊、2個グライダー歩兵連隊、支援部隊で構成された師団は、1943年中に過酷な訓練を受けた後、ハスキー作戦で大きな損害を出したため、連合軍内で疑問視する意見が続出したアメリカ陸軍の大規模な空挺部隊の有用性を証明するためにノールウッド演習に参加し、成功に導いている。
1944年前半は、アメリカで予備役として駐屯していたものの、6月になるとアジア太平洋戦域に移管され、11月までに戦闘準備のための激しい訓練を行った。そしてレイテ島の戦いにおいて、通常の歩兵部隊として最初の戦闘に参加した。1945年1月に、ルソン島の戦いにも参加している。これらの戦いでは2個グライダー歩兵連隊が、通常の歩兵連隊として参加し、島の浜辺を確保した。空挺歩兵連隊は、その間もしばらく予備役として駐屯していたが、タイガイタイ尾根において最初の戦闘降下を行っている。全ての連隊が合流するとマニラの戦いに参加した。この時、空挺歩兵連隊のうち2個中隊がロスバニョス強制収容所への襲撃作戦に参加し、約2,000人の民間人を解放している。第11空挺師団の第二次世界大戦における最後の戦闘は、ルソン島北部のアパリ周辺で抵抗を続ける日本軍を制圧するために、アメリカ軍とフィリピン軍の連合軍が実施した作戦に参加したものであった。
1945年8月30日に、第11空挺師団は日本の占領軍の一部として、日本に派遣された。4年後、アメリカに帰還すると訓練部隊に再編されたが、1個空挺歩兵連隊(第187空挺歩兵連隊)が朝鮮戦争に参加した。その後、1958年6月30日に師団は解散した。
1963年2月1日に戦術の理論と実用性を試験するために、第11空中強襲師団として一時的に再編制された。空中強襲戦術の理論と実用性を研究したが、1965年7月3日に解散した。師団の人員と装備は空中機動部隊として再編された第1騎兵師団に移管された。
2022年5月3日、上院軍事委員会の公聴会で、クリスティーン・ワームート陸軍長官が、2022年夏に在アラスカ米陸軍を第11空挺師団に再編すると発表した。これに伴い在アラスカ米陸軍の指揮下にある第25歩兵師団の第1旅団戦闘団と第4旅団戦闘団は、第11空挺師団の第1旅団戦闘団と第2旅団戦闘団に改称される。

## 第二次世界大戦

### 編制
1940年のナチス・ドイツのフランス侵攻と1941年のクレタ島の戦いの間にドイツが大規模な空挺部隊を各国に先駆けて使用したことに触発され、連合国軍各国は独自に空挺部隊の増強に取り掛かった。その結果、アメリカでは5つの空挺師団が、イギリスでは2つの空挺師団が編制された。そのうちの一つが、1943年2月25日にノースカロライナ州キャンプ・マッコールでジョセフ・M・スウィング少将の指揮下に編制された第11空挺師団であった。当時の編制は、第511空挺歩兵連隊、第187グライダー歩兵連隊、第188グライダー歩兵連隊から成るもので、兵力は8,321名と第二次世界大戦中の正規の歩兵師団の約半分であった。

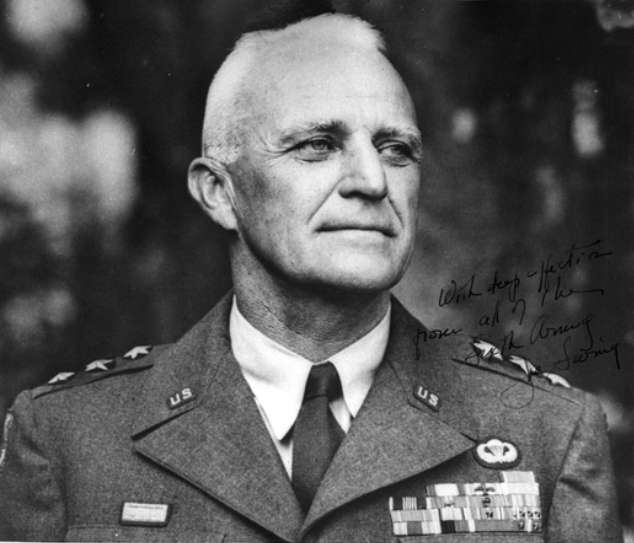
第二世界大戦中に第11空挺師団長を務めたジョセフ・M・スウィング中将

師団は当初、訓練のためにアメリカ国内にとどまったが、他の空挺師団と同様に、第11空挺師団を精鋭部隊に育て上げることは非常に困難を極めた。訓練では、長時間の強制行軍や34フィート(10メートル)と250フィート(76メール)の塔からのパラシュート降下のシミュレーション、輸送機からの降下訓練を実施した。特に航空機の出入り口で降下を躊躇してしまうと、候補者は失格となった。訓練からの脱落率は高かったが、空挺部隊の給料が、普通の歩兵よりも高かったため、候補者が不足することはなかった。
訓練が終了する前に、アメリカ陸軍では、空挺部隊の最も効果的な使用方法が大規模なものか、小規模なものかという議論が展開された。これは1943年7月9日に、シチリアで連合国軍が実施したハスキー作戦でアメリカの第82空挺師団とイギリスの第1空挺師団が初の大規模な空挺作戦を実施したためであった。第11空挺師団の師団長ジョセフ・M・スウィング少将は、一時的にドワイト・D・アイゼンハワー元帥の空挺顧問に異動し、この作戦において空挺部隊への攻撃が酷かったことを確認している。第82空挺師団はパラシュートとグライダーによって降下したものの、多くの死傷者を出し、ほとんどの目的を達成できずに終わった。

### スウィング委員会
アイゼンハワー元帥は、ハスキー作戦を受けて空挺の役割を見直し、大規模な部隊編成は戦場で統制するのが難しく、現実的でないと結論付けた。陸軍地上総軍司令官のレスリー・J・マクネア中将も同様の不安を抱いていた。マクネア中将は、かつて空挺の支持者であったが、北アフリカ、シチリア島における相次ぐ空挺作戦の失敗に大いに失望していた。しかし、陸軍参謀総長のジョージ・マーシャル元帥などの陸軍高官は空挺作戦は有効であると信じていた。そこで、マーシャル元帥がアイゼンハワー元帥を説得し、審査委員会を設置し、1943年12月に計画されていた大規模な演習の結果が出るまで評価を保留させた。
1943年9月中旬に第11空挺師団の師団長に復帰するためにアメリカに帰国したスウィング少将は、その演習を準備する役割を担った。スウィング少将は、アメリカ陸軍航空軍士官、空挺歩兵士官、パラシュート歩兵士官、砲兵士官で構成される委員会(スウィング委員会)の設置を命じ、その演習の目的である師団規模の空挺部隊の運命を決定するために、効果的に空挺部隊の能力を発揮できるように調整を進めた。第11空挺師団は、アメリカ国内にいる予備役部隊であり、いまだ戦闘に参加していなかったためスウィング委員会は、この部隊を演習に参加させることを決定した。第82空挺師団と第101空挺師団が数か月前に実施した大規模な演習と同じ成果を残せるように、第11空挺師団の各部隊は、更なる訓練を積んだ。

### ノールウッド演習
第11空挺師団は、ノースカロライナ州フォートブラッグにあるムーア郡空港(当時はノールウッド陸軍補助飛行場)を攻撃部隊として占領する任務を与えられた。この時、飛行場とその周辺を防衛していた部隊は、第17空挺師団と第541パラシュート歩兵連隊の大隊で組織された戦闘団であった。演習全体を通して、地上総軍の司令官マクネア中将が視察し、最終的に空挺師団の命運を決定する上で重要な評価を下すことになった。
ノールウッド演習は1943年12月7日の夜に実施され、第11空挺師団は200機のC-47 スカイトレイン輸送機と234機のウェーコ CG-4グライダーによって13か所に降下した。輸送機は4つのグループに分かれ、そのうち2つは空挺部隊を、残りの2つはグライダー部隊を輸送した。各グループはノースカロライナ州の異なる飛行場から離陸し、4,800人の兵士を輸送した。85％の兵士が航法的に誤りなくポイントに降下し、そのまま空挺部隊がノールウッド陸軍補助飛行場を占領し、師団の残りの部隊が日が明ける前に上陸地点を確保した。第11空挺師団は、当初の目標を達成し、その後、増強の歩兵連隊と協力して地上攻撃を開始するとともに、アメリカ陸軍航空軍の輸送機と連携して、空中補給任務と死傷者避難任務を実施した。この演習は視察者によって大成功と判断され、マクネア中将も結果に満足した。この演習の成功は、ハスキー作戦からわずか数か月後に実施されたものであり、空挺能力の大幅な改善を示すものとなった。ノールウッド演習の結果、師団規模の空挺部隊の有用性が証明され、アイゼンハワー元帥もその編制維持を許可した。

### レイテ島

レイテ島を強調したフィリピンの地図

ノールウッド演習後、第11空挺師団は1944年1月まで予備役部隊に留まったが、1月中に列車でキャンプ・マッコールからルイジアナ州のフォークポークに移動した。戦闘任務のための最終準備を4週間にわたり受けた後、4月にカリフォルニア州キャンプ・ストーンマンに移動し、5月25日から6月11日にかけてパプアニューギニアのミルン湾に移動した。6月から9月にかけ、順応のための空挺訓練を、ニューギニア島のジャングル内にあるドボドゥラ飛行場周辺で続けた。この間、グライダー部隊のほとんどがパラシュート資格を取得し、師団は完全にパラシュート部隊となった。11月11日、師団は海軍輸送船団に乗り込み、11月18日にフィリピンのレイテ島に到着した。4日後に第24軍団の指揮下に入り、初の戦闘に従事したが、空挺部隊としてではなく、歩兵部隊としての活動にとどまった。第11空挺師団は、ブラウエン・ラ・パス・ブゴ地域に駐留する第7歩兵師団を支援し、その地域にいる全ての日本軍と交戦し、排除した。その後、第24軍団の後方で補給用ダンプと飛行場を防衛するように命じられた。
スウィング少将は、第187グライダー歩兵連隊に第24軍団の後方施設を警備するように命じ、第188グライダー歩兵連隊に後方の安全確保のため敵軍の排除とパトロールを命じた。11月28日に第511パラシュート歩兵連隊に、師団の作戦地域における全ての日本軍部隊を排除する任務を命じ、第7歩兵師団とともに任務を遂行した。第511パラシュート歩兵連隊は、2個大隊と予備役大隊を擁し、陸路で進軍したが、日本軍の激しい抵抗、地図上に明記されているルートの断絶、大雨(11月だけでも降水量23インチ(60センチ)以上)などの障壁に直面し、進軍速度は遅かった。師団は、食料と弾薬の補給を多数のパイパー カブなどの航空機からの降下に頼っていた。第511パラシュート歩兵連隊の前方に第187グライダー歩兵連隊の偵察小隊を降下させたり、ラバ列車などの輸送手段を失った時はC-47輸送機から砲兵部隊を降下させるなど、前進スピードを向上させるための方法をいくつも試していた。

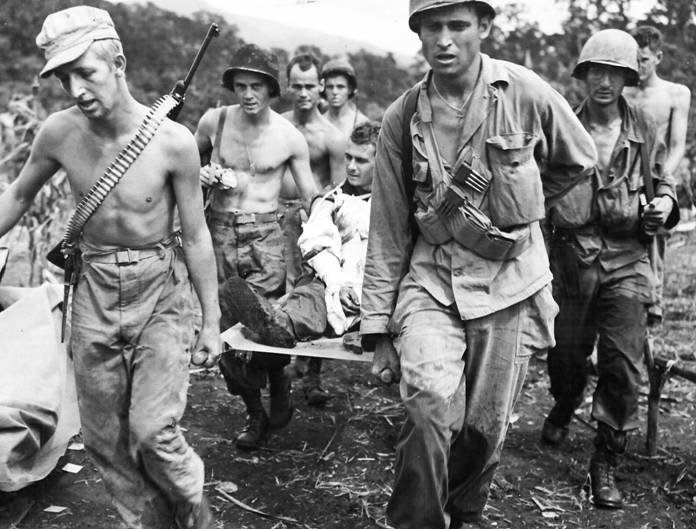
レイテ島のマナラワット救護所に負傷者を搬送する第511パラシュート歩兵連隊の兵士(1944年12月)

12月6日、日本軍はレイテ島での作戦を妨害しようと、2回の小規模な空挺攻撃を実施した。日本軍は最初の攻撃で、タクロバンとデュラグにあるアメリカ軍の複数の重要な飛行場を占領しようと試み、少数の空挺部隊を突入させようとしたが、3機の輸送機が撃墜されたり、不時着したり、日本兵とともに地上で破壊され、失敗に終わった。2度目の攻撃は、大規模な空挺攻撃で、戦闘機に護衛された29機から39機の輸送機によって実行された。大きな損失が出たが、日本軍は第11空挺師団司令部が置かれていた、ブラウエン飛行場周辺に多数の空挺部隊を降下させることに成功した。結果的に、5機のL-5 センティネル偵察機と1機のC-47輸送機が破壊されたが、日本軍部隊はスウィング少将が指揮する、砲兵、工兵、支援部隊による臨時戦闘団により排除された。
第511パラシュート歩兵連隊は、第187グライダー歩兵連隊第2大隊によって補強されると、ゆっくりながら着実に進軍を続けた。12月17日、日本軍の戦線を突破して、レイテ島の西海岸線に到達し、第32歩兵師団と合流した。この間、狙撃兵のエルマー・E・フライヤー一等兵が日本軍の反撃を退けるために27人の日本兵を殺害した。しかし致命傷を負い、戦死し、名誉勲章を贈られている。連隊は、一時的に防御陣地を設置することを命じられたが、12月25日に第187グライダー歩兵連隊第1大隊、第188グライダー歩兵連隊第2大隊が支援のために到着するまでの間、島内に深く潜伏していた日本兵により、多数の死傷者を出した。第511パラシュート歩兵連隊は、1945年1月15日にレイテ島のベースキャンプで再編された。

### ルソン島

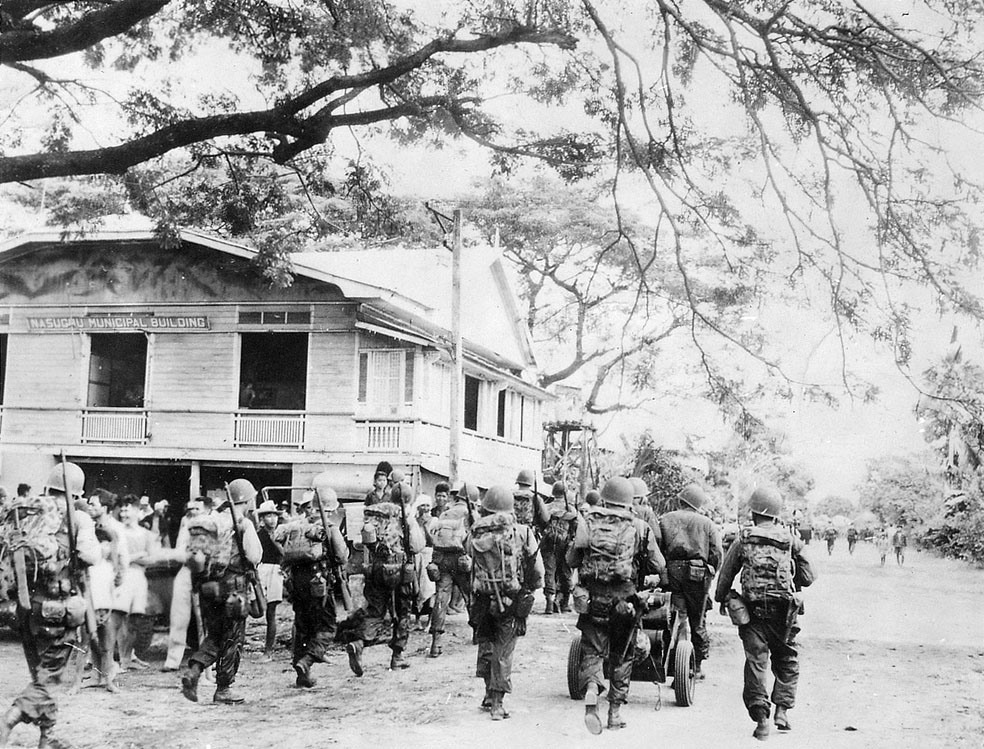
ルソン島ナスグブの町を通過する第188グライダー歩兵連隊の兵士(1945年1月31日)

1月22日、第11空挺師団は、レイテ島北部に位置するルソン島で警戒作戦に従事するよう命令を受けた。5日後、第187グライダー歩兵連隊及び第188グライダー歩兵連隊は、海路でルソン島に向けて出発し、第511パラシュート歩兵連隊は、C-46輸送機でミンドロ島に向かった。1月31日の夜明けに、第188グライダー歩兵連隊は、ルソン島南部のナスグブ付近における上陸作戦に参加した。海軍の短い艦砲射撃に続き、A-20軽爆撃機とP-38戦闘機による航空支援を受けた第188グライダー歩兵連隊は、軽い日本軍の抵抗はあったものの海岸を確保した。その後、第188グライダー歩兵連隊はナスグブ防衛のために急速に展開し、第1大隊は島の幹線道路17号線を北進し、日本軍が内陸部に防衛拠点を確保するのを防いだ。第2大隊は南下し、リアン川を渡り、連隊の右側側面を確保した。10時30分までに第188グライダー歩兵連隊は、ルソン島南部から内陸部深くに前進し、第187グライダー歩兵連隊の上陸地点を確保した。第188グライダー歩兵連隊第2大隊の支援により、第188グライダー歩兵連隊は前進を続け、14時30分までにはパリコ川に到達し、日本軍の工兵に破壊される前に重要な橋を確保した。
その後、第188グライダー歩兵連隊は幹線道路17号線をトゥマリンまで辿ったが、日本軍の激しい抵抗に遭った。真夜中になると先頭を第187グライダー歩兵連隊に交代し、そこで2個のグライダー歩兵連隊は日本軍の重要な防衛拠点を攻撃するために少し休息を取った。その防衛拠点は堀と要塞化された洞窟による複数の塹壕で構成され、数百人の歩兵が配置され、更には多数の砲兵部隊が支援していた。2月1日9時にグライダー歩兵は攻撃を開始し、正午までに日本軍の第1戦線を突破することに成功し、その日は掃討作戦に費やした。2月2日朝、第2戦線を突破し、真夜中までには第188グライダー歩兵連隊が第3戦線を突破した。そして師団の偵察小隊は、第511パラシュート歩兵連隊の最初の戦闘降下予定地点をタイガイタイ尾根と決定した。
第511パラシュート歩兵連隊の最初の戦闘降下は当初、2月2日に予定されていたが、スウィング少将が地上にある支援部隊が、投下地点を射程に含む場所に展開が完了するまで、降下を見送ると主張した。地上部隊は、日本軍の粘り強い抵抗に遭遇していたため、戦闘降下は遅らせざるをえなかった。またC-47輸送機は48機しか使用できず、第511パラシュート歩兵連隊は3回にわけて降下することを余儀なくされた。まず連隊本部、第2大隊、第3大隊の半分が降下し、2回目に第457パラシュート野戦砲兵大隊を除く連隊全て、3回目にに第457パラシュート野戦砲兵大隊が降下することとなった。

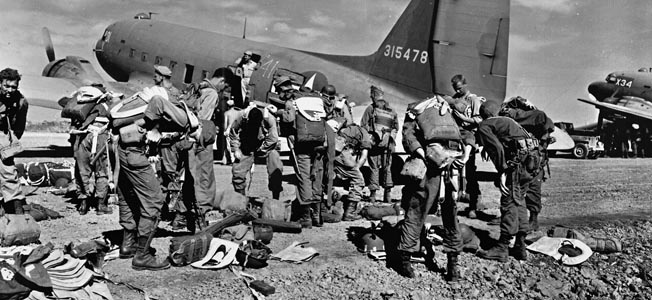
タガイタイ尾根で戦闘降下の準備をする第511パラシュート歩兵連隊の空挺部隊(1945年2月3日)

2月3日3時に最初の降下部隊が輸送機に乗り組み、7時にミンドロ島を離陸した。P-61ブラックウィドウ夜間戦闘機に護衛され、ルソン島上空に到着すると、幹線道路17号線をたどりタイガイタイ尾根に向かった。尾根は、長さは約2,000ヤード(1,800m)、幅は約4,000ヤード (3,700m)の広場となっており、耕作されていた。そして地元のフィリピン軍兵士やゲリラ兵によって日本軍の大部分は排除されていた。8時15分に最初の戦闘降下が開始され、345名の兵士が降下地点にパラシュート降下することに成功した。570名から成る2回目の降下部隊は、降下開始が早すぎ、東に約8,000ヤード (7,300m) 離れた場所に降下した、3回目の降下部隊にも問題が発生し、降下開始が早くなり、正しい地点に降下したのは425名だった。パイロットエラーと降下の規律の乱れから1,325名の兵士が予定より早期に降下してしまった。しかし、第511パラシュート歩兵連隊は、最初の降下から5時間以内に結集に成功した。日本軍のわずかな抵抗はあったものの、15時までに第187グライダー歩兵連隊及び第188グライダー歩兵連隊と合流し、第11空挺師団は再結集した。残っていた日本兵を尾根から掃討した後、第11空挺師団はマニラへの全身を開始した。シラン、ダスマリナス、イムス、バクールに至る国道は、マリアーノ・カスタネダ将軍率いるフィル・アメリカン・カビテ・ゲリラ軍(FACGF)によって制圧されていたため、21時までにはパラナケ川に到着した。マニラ南端の都市から川に沿って、日本の重要な防衛戦線であるゲンコウライン(the Genko Line)が敷かれていた。この防衛戦線は、約1,200基の2階建てから3階建てのブロックハウスにより固められ、それらには艦砲や大口径の迫撃砲が設置されていた。更には塹壕が掘られ、その内部に配備された重対空兵器や機関銃、機雷で作られたブービートラップ、約6,000人の日本兵によって守られていた。
第11空挺師団は、このゲンコウライン(the Genko Line)を突破してマニラに進入するように命じられ、そこで北からマニラを攻撃する他のアメリカ軍と合流することになった。3個連隊全てが攻撃に投入された。2月5日、第11空挺師団の戦闘に立って攻撃を開始した第511パラシュート歩兵連隊は激しい抵抗に打ち勝ち、日本軍の陣地を突破し、すぐに師団によって解放された。そして、2個グライダー連隊が西に進軍を開始した。2個グライダー連隊が、激しい抵抗に直面した時、第511パラシュート歩兵連隊は前進の方向を変え、南からマニラ市内に進入しよとした。2月11日までに第11師団はゲンコウライン(the Genko Line)の中核を担うニコルス飛行場まで到達した。この飛行場は、塹壕と海軍砲台によって強固に防衛されていた。2月12日の朝に短時間の砲撃を受けた第187グライダー歩兵連隊第2大隊は、飛行場の北西の角から攻撃し、第188グライダー歩兵連隊と第187グライダー歩兵連隊第1大隊が南と南東の角から進入した。この連携作戦により、飛行場の奪取に成功し、局地的な攻撃だったにもかかわらず、これによって日暮れまでにゲンコウライン(the Genko Line)は崩壊した。翌日、第11空挺師団はルソン島守備隊の司令官である岩淵三次海軍少将の司令部があるフォートウィリアムマッキンリーに向け、進軍を開始した。この進軍の間、マヌエル・ペレス・ジュニア上等兵が、第11空挺師団の前進を妨害していた複数の日本軍塹壕を無力化し、18人の日本兵を殺月した。彼は、戦死したものの名誉勲章が贈られている。
2月15日、第187グライダー歩兵連隊第1大隊は他のアメリカ軍部隊とともにマバト岬への攻撃を開始した。ここにはゲンコウライン(the Genko Line)と特徴が同じ防衛戦線が張られていた。この重要な要塞化された陣地を確保するため、6日間にわたる激しい戦闘、ナパーム弾と重砲を用いた複数回の空爆が必要となった。一方フォートウィリアムマッキンリーでは、日本軍が大量に埋設した海軍爆雷により、第11空挺師団に多くの死傷者を出していた。2月17日に第11空挺師団がフォートウィリアムマッキンリーに対する制圧攻撃を開始した。第511パラシュート歩兵連隊が先頭に立ち突入し、2月18日までに日本軍守備隊を一掃した。マニラでは散発的な戦闘が続いたが、3月3日に完全に日本軍は鎮圧された。

### ロスバニョス襲撃
ルソン島では、多くの民間人が日本軍によって拘束されており、そのほとんどが島中に点在する強制収容所に収容されていた。このうち最大のものはマニラから南東に約40マイル(64 km)離れたロスバニョスにあるフィリピン農業大学のキャンパス内に設置されたものだった。ダグラス・マッカーサー元帥は、2月3日に第11空挺師団に対しロスバニョスの抑留者を救出する任務を命じたが、ゲンコウライン(the Genko Line)周辺で戦闘を継続していたため、その時点では任務を遂行できなかった。2月中に達成したのは、主にルソン島南部とロスバニョス周辺で活動するゲリラ集団と連絡を取り、情報を収集することだけだった。スウィング少将と師団参謀は、ゲリラ集団と行動していたヴァンダープール少佐から毎日連絡を受けた。ゲリラと収容所を脱出した数人の民間人から、ヴァンダープール少佐は収容所が高さ約6フィートの有刺鉄線により2重に囲まれていることを確認した。また周辺には複数の見張り塔と塹壕が点在し、それぞれに少なくとも2人の日本兵が配置されていた。抑留者達は毎朝、近くの町から食料と薪を集めるために、武装した日本兵の警護の下、強制収容所を離れている。ヴァンダープール少佐は、抑留者がプロテスタントの宣教師とその家族、ローマカトリックの修道女と司祭、医師やエンジニアなどの専門職の労働者とその家族の3つのグループに分けられていることを掴んだ。医師やエンジニアなどの専門職の労働者とその家族のグループには、数百人の女性と子供が含まれていた。抑留者は一見健康そうだが、多くは少ない配給食糧で衰弱していた。
2月20日、スウィング少将は、ようやくロスバニョス襲撃に必要な部隊を確保することができ、ヴァンダープール少佐と師団の参謀将校は、4段階から成る作戦を立案した。まず、師団の偵察小隊がロスバニョス近くの湖を渡り、ロスバニョス郊外に野営地を設営し、次に空挺中隊の降下が可能な降下地点の野原を確保する。そして降下した空挺中隊が、周辺地域で日本軍の抵抗を排除し、キャンプを設営し、解放した抑留者の避難場所を準備する。最後に54両の水陸両用LVTが2個空挺中隊は湖畔に輸送した後、水陸両用LVTに抑留者を避難させている間に空挺中隊が湖畔を確保するというものだった。同時に機械化歩兵大隊、2個重砲兵大隊、駆逐戦車大隊から成る機動部隊が、幹線道路1号線を南下し、ロスバニョスへ進軍し、日本軍の妨害を排除する。

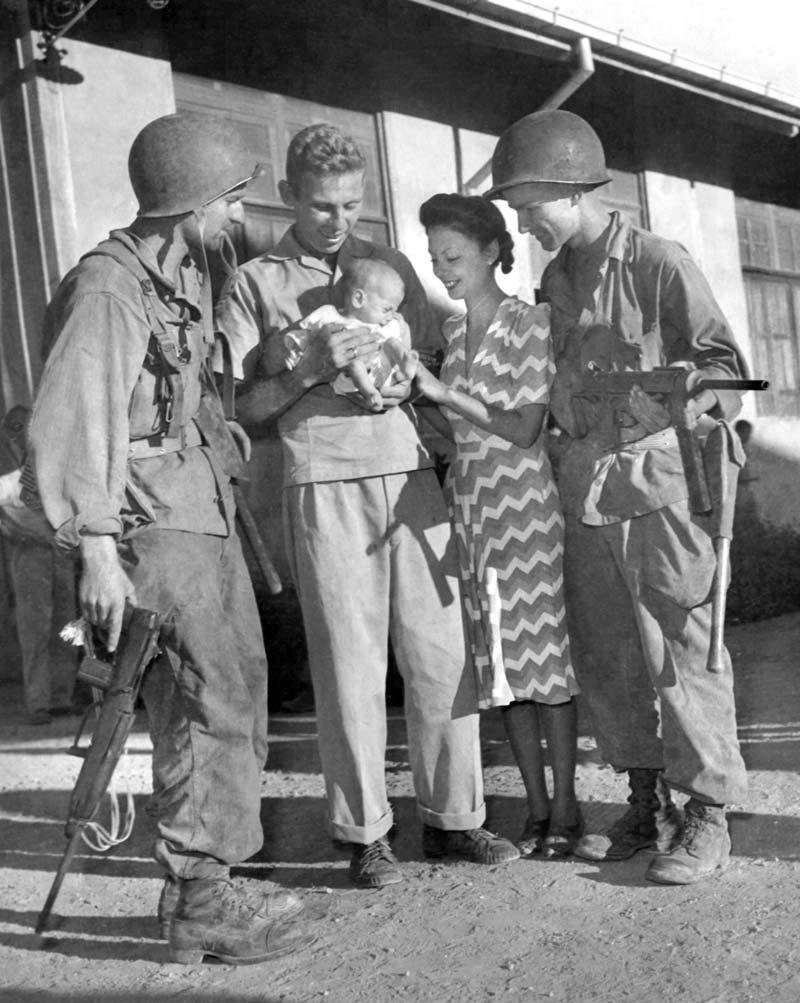
ロスバニョス襲撃後、解放された抑留者と第11空挺師団の兵士(1945年2月23日)

ゲリラ集団の支援を受けて、2月21日の夜に師団の偵察小隊は、10隻のカヌーに分乗し、湖に漕ぎ出した。困難な航行にもかかわらず、翌朝2時にはロスバニョス近くに上陸し、空挺中隊の降下地点を確保し、強制収容所近くのジャングルに潜伏した。午後になって第511パラシュート歩兵連隊第1大隊B中隊が飛行場に移動し、大隊の残りは水陸両用LVT輸送部隊と合流した。2月23日7時にB中隊を乗せた10機のC-47輸送機が離陸し、直後に降下地点上空に到達した。最初の部隊が降下すると、偵察小隊とゲリラ集団が強制収容所の護衛に対し攻撃を開始し、バズーカで強制収容所のコンクリートの壁に穴を開けた。その後、強制収容所に突入し、戦闘となった。空挺中隊は、すぐさま戦闘に加わり、7時30分までに日本軍の護衛は敗北し、抑留者は一斉に確保され、非難の準備を開始した。第511パラシュート歩兵連隊第1大隊の2個中隊が湖畔を確保し、水陸両用LVT輸送部隊は無事に強制収容所に到着した。女性、子供、負傷者が優先的に水陸両用LVT輸送部隊に乗り込むと、何人かの健康な男性は、その近くを歩きながら湖畔に戻った。最初の避難部隊は、10時に強制収容所を出発した。B中隊、偵察小隊、ゲリラ集団は後方の安全確保のために強制収容所に残った。11時30分までに民間人全員の避難が完了し、13時にB中隊、偵察小隊、ゲリラ集団を乗せて、全ての水陸両用LVT輸送部隊が出発した。その頃、幹線道路1号線では、作戦遂行のために配備された機動部隊が日本軍と激しい戦闘を繰り広げ、数人の死傷者を出したが、強制収容所に進軍する日本軍の阻止に成功し、その後アメリカの戦線に退却した。この襲撃は完全に成功し、2,147人の民間人を解放した。

### ルソン島南部とアパリ
ロスバニョスの抑留者が解放された翌日、第6軍司令部は、第11空挺師団に対し、マニラ以南のルソン島南部から日本軍を完全に排除するように命じた。師団のうち第187グライダー歩兵連隊と第511パラシュート歩兵連隊が、翌日には南部に移動を開始した。第188グライダー歩兵連隊はスウィング少将の命令で、2個連隊とは分離し、マニラ湾南岸沿いのピコ・デ・ロロ丘陵地帯で活動している全ての日本軍部隊を排除した。この部隊は、山下奉文大将が指揮した第14方面軍の第41軍という約8万人から成る部隊に属していた。第11空挺師団は、フィリピン兵やゲリラ、第1騎兵師団を協力し、4月末までかかり第41軍を制圧した。特に山岳地蓼の戦闘作戦は、多くの日本軍部隊が降伏を拒否し、死ぬまで戦ったため、非常に困難を極めた。しかし、ルソン島南部における日本軍の組織的抵抗は5月1日に終了し、第11空挺師団はリパ市近くのマレプニョ山を占領した。その後、リパ市郊外にある旧日本軍飛行場の滑走路を中心に基地を建設した。滑走路は、C-47輸送機の離着陸を可能にするため、第127空挺工兵大隊によって延伸された。基地の建設作業を終えると、第11空挺師団の戦闘部隊は、戦闘経験を生かした訓練に参加した。

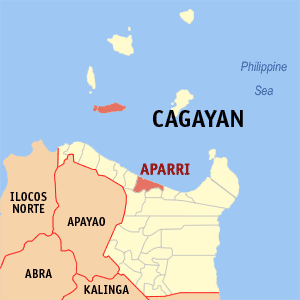
アパリを強調したカガヤンの地図

第11空挺師団の次の作戦は、6月23日にルソン島北部のアパリ県で行われた。この時まで島に残っていた唯一の日本軍は、第14方面軍の約5万2,000人の日本兵だった。この残存部隊は、特に抵抗が強力で、第6軍司令官のウォルター・クルーガー中将は、4個歩兵師団、機甲機動部隊、フィリピン公認ゲリラ集団から成る大戦力を投じなければならなかった。これらの部隊が日本軍を圧迫する中で、そのうちの一つだった第37歩兵師団が北方への進撃を開始し、より弱い日本軍部隊を排除し、日本軍主力を包囲した。第37歩兵師団の作戦を成功させるために、クルーガー中将は、第11空挺師団にアパリ近くに降下し、北進する第37歩兵師団の反対側から南下するように要請した。
第11空挺師団は、アパリの南約10マイル(16 km)に位置するカマラニウガン飛行場に大隊規模な戦闘団を降下することになった。その後、南に進軍しながら日本軍の抵抗を排除し、第37歩兵師団と合流する作戦を立てた。これを成功させるためにスウィング少将は、第511パラシュート歩兵連隊第1大隊、第2大隊G中隊、I中隊、第457パラシュート野戦砲兵大隊の砲兵隊、工兵隊、通信分遣隊、衛生分遣隊から成る機動部隊をジプシー機動部隊として編制した。ジプシー機動部隊は54機のC-47輸送機、13機のC-46輸送機、6機のウェーゴCG-4グライダーによって輸送され、ジープと物資とともに降下した。6月21日、第11空挺師団の先遣隊がカマラニウガン飛行場を確保するために周辺に降下した。2日後にジプシー機動部隊を乗せた輸送機が出発した。9時に先遣隊が降下地点を示すためのマーカーを発したが、飛行場周辺は激しい風と乱れた地面のため、降下部隊にとって危険であると判明した。結果的に空挺降下を強行したが、降下中に2名が死亡し、70名が負傷した。この死傷者にもかかわらず、部隊は迅速に集合し、南部への進軍を開始した。日本軍の抵抗は激しく、空挺部隊は火炎放射器に頼り、進路上の要塞や塹壕を排除していった。3日間の戦闘の結果、第14方面軍の大部分を殲滅した機動部隊は、第37歩兵師団と合流した。第14方面軍は、9月まで抵抗を続け、それに対する包囲戦が第11空挺師団の第二次世界大戦における最後の戦闘となった。

### 損耗
- 総戦死傷者数:2,431名
- 戦死者数:494名
- 戦傷による死亡者数:120名
- 戦傷者数:1,926名
- 作戦行動中行方不明者数:11名

### 勲章
第二次世界大戦中、第11空挺師団と兵士は、以下の章を獲得している。
- 部隊感状:13個
- 名誉勲章:2個
  - エルマー・E・フライヤー一等兵(戦死)
  - マヌエル・ペレス・ジュニア上等兵(戦死)
- 殊勲十字章:9個
- 銀星章:432個
- 勲功章:10個
- 陸軍軍人章:56個
- 青銅星章:1,515個
- 航空勲章:41個

## 第二次世界大戦後

### 日本占領

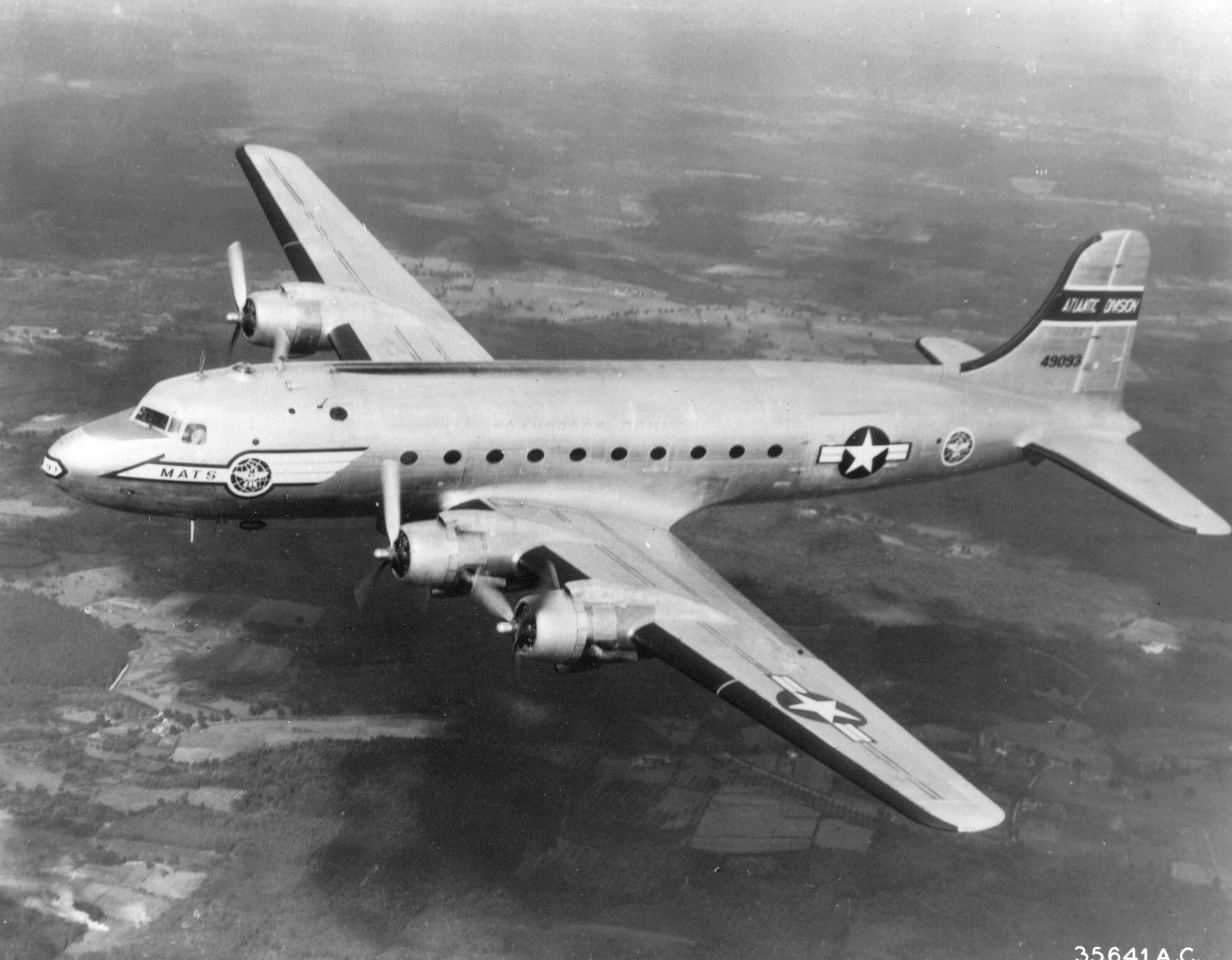
厚木飛行場まで第11空挺師団を空輸したC-54輸送機

ダグラス・マッカーサー元帥は、第11空挺師団をダウンフォール作戦に参加させることを計画した。具体的には第6軍の作戦予備役部隊として待機させ、必要に応じて動員される予定であった。しかし日本の降伏によりアジア太平洋戦域での戦闘が終結すると、日本占領のためのアメリカ軍部隊に選ばれた。師団参謀は、1945年8月11日にこの命令を受け、8月12日に沖縄県に到着した。この時、師団は99機のB-24爆撃機、350機のC-46輸送機、150機のC-47輸送機、11,100人の兵士、120台の車両、約116万ポンド(53万kg)の装備品を空輸した。数週間、沖縄に駐留し、8月28日には横浜市郊外にある厚木海軍飛行場への上陸を命じられた。その後、飛行場の周辺地域を確保し、半径3マイル(4.8km)以内の全ての日本の民間人と軍人を退避させ、最終的に横浜自体を占領せよ、という命令であった。ジョセフ・M・スウィング師団長と数名の師団参謀を乗せたC-54輸送機は、8月30日午前6時に厚木飛行場に着陸した。その後、師団を完全に輸送するのに1週間かかったものの、第27歩兵師団も加わり9月13日までに任務を達成している。その後、第11空挺師団は北日本に移動し、本州と北海道の海岸に野営地を設置した。

### 朝鮮戦争
日本占領任務は1949年5月に解除され、第11空挺師団はアメリカに帰還した。第11空挺師団はケンタッキー州のフォート・キャンベルに到着すると訓練部隊となり、第188グライダー歩兵連隊などの一部部隊は解散した。訓練は1950年に朝鮮戦争が勃発するまで続いた。朝鮮戦争に参加するため第187グライダー歩兵連隊(現在は第187空挺歩兵連隊と改名)と第674空挺野戦砲兵大隊が師団から分離し、第187連隊戦闘団を構成した。2年間の戦闘任務では、2回の空挺作戦を含め歩兵部隊として作戦に参加した。それ以外の師団部隊は、引き続き訓練部隊として残り、1950年9月から12月までの間だけで約13,000人の予備役の訓練を終了している。第187連隊戦闘団は、1953年10月1日まで大韓民国に残り、その後は第508連隊戦闘団に任務を引き継ぐまでの2年間、日本に駐留した。1955年7月17日に第187連隊戦闘団は、アメリカに帰還したが、師団とは独立した部隊として活動していた。

### ドイツ駐留
第11空挺師団は、アウクスブルクとミュンヘンに駐留していた第5歩兵師団と交替し、ジャイロスコープ作戦に参加するために1956年初頭にドイツ連邦共和国に派遣された。その間、第187連隊戦闘団はフォート・キャンベルに移動し、第11空挺師団の訓練任務を引き継いだ。同年7月に第187連隊戦闘団は、第508連隊戦闘団とともに、新たに再編制された第101空挺師団に移管された。

### 1度目の解散
アメリカ陸軍がペントミックとして言われている再編制を実施すると、第187連隊戦闘団の大隊は空挺戦闘団として再編され、連隊自体も第187歩兵連隊となった。1957年代初頭、第187空挺歩兵連隊A中隊を引き継いでいた第187歩兵連隊第1空挺戦闘団司令部中隊は、司令部部隊として管理上の人員と装備を少なくしてアウクスブルクに移動し、第11空挺師団から人員と装備の割り当てを受け、第187歩兵連隊第1空挺戦闘団として、その指揮下に入った。第187空挺歩兵連隊B中隊を引き継いだ第187歩兵連隊第2空挺戦闘団司令部中隊は、第187歩兵連隊第2空挺戦闘団として、1964年まで第101空挺師団の指揮下にあった。第187歩兵連隊第3空挺戦闘団は解散した。1958年6月30日に第11空挺師団はアウクスブルクで解散し、翌日の7月1日に第24歩兵師団に任務を引き継いだ。第187歩兵連隊第1空挺戦闘団と第503歩兵連隊第1空挺戦闘団は、空挺大隊に再編され、ノースカロライナ州のフォートブラッグに駐屯する第82空挺師団の指揮下に入り、24時間以内に展開できる空挺能力を獲得するための訓練に入った。

## 第11空中強襲師団

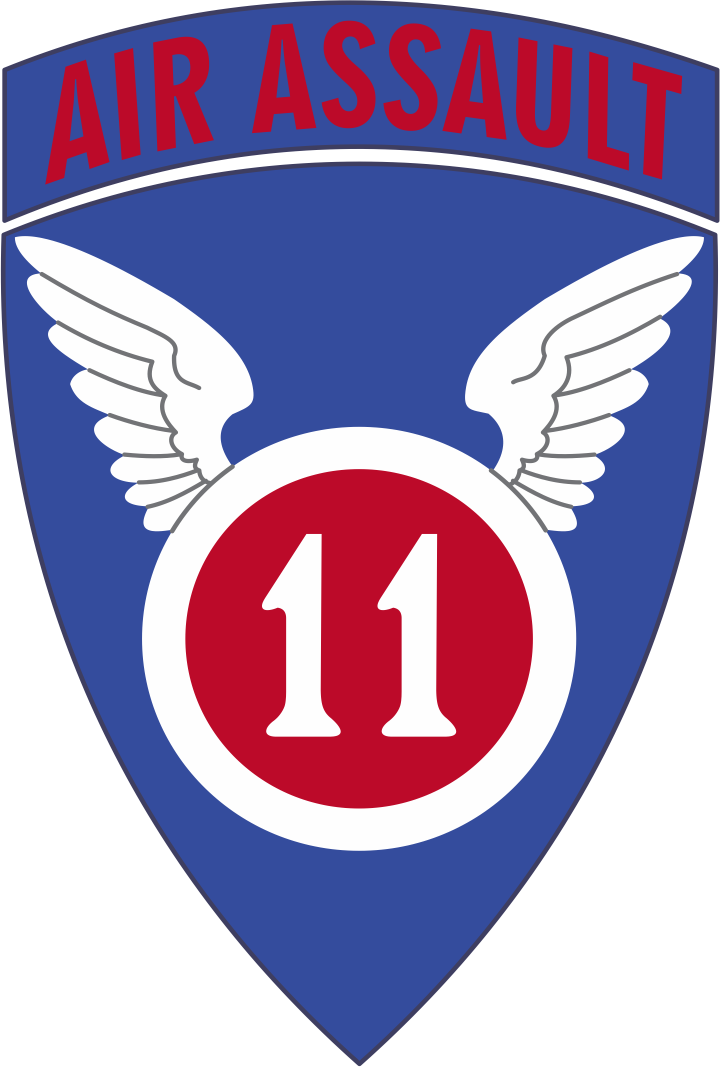
第11空中強襲師団のショルダースリーブ記章(SSI)

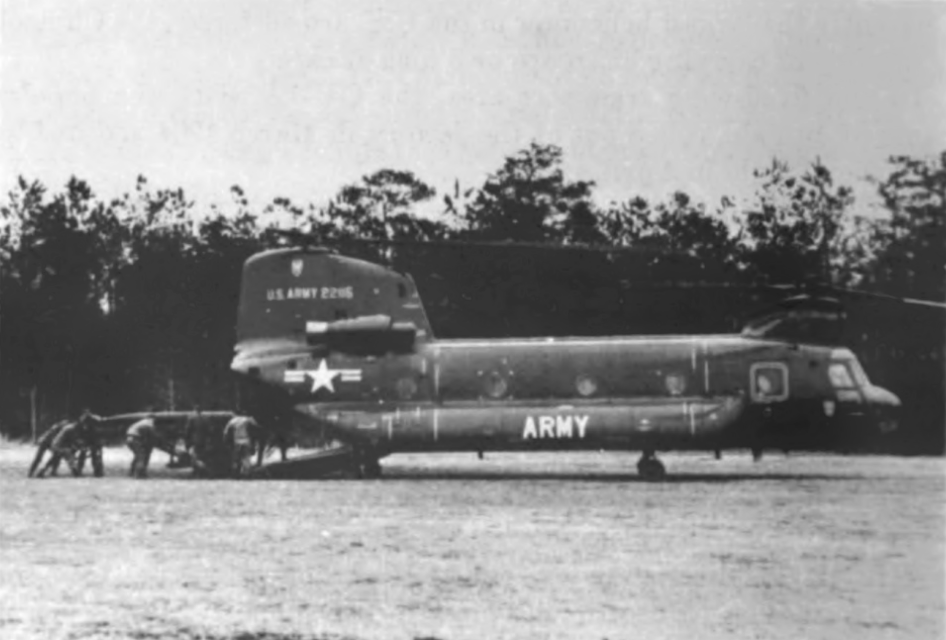
第11空中強襲師団の兵士らは、MGR-3 (ロケット)をCH-47Aチヌークに搬入し、迅速な輸送が可能かの演習を行った。

### 再編制
1960年、ゴードン・B・ロジャース中将は、陸軍航空要件評価委員会委員長に就任した。彼は、アメリカ陸軍の主要な空輸能力として、UH-1ヒューイとCH-47チヌークの2つのヘリコプターを採用することを推奨した。また委員会は、運用上の具体的な使用について研究を実施することを検討することを推奨した。また、そのための試験を実施する部隊の創設の可能性について言及した。これを受けロバート・マクナマラ国防長官は、初代の陸軍航空局長ハミルトン・H・ハウズ陸軍中将(当時)を委員長とする委員会を組織し、検討を進めさせた。なお、この時の委員会のメンバーはマクナマラ長官が選任したもので、別のメンバーを指名していた陸軍長官のエルヴィス・ジェイコブ・スター・ジュニアの顔に泥を塗る形となった。
ハウズ委員会は、1962年8月20日に調査結果を発表した。これは、アメリカ陸軍の戦闘教義を大幅に変更することを提案するものであった。
陸軍の航空輸送方式の新たな概念の採用は、この報告書では不完全な記述であったとしても、正当であって必要かつ望ましいものである。いくつかの点では、動物を用いた輸送から機械を用いた輸送に移行したように、この新たな航空輸送方式への移行は避けられない。
この報告書で提案された空中強襲の概念を試験するために、1963年2月1日に第11空挺師団は、フォート・ベニングにおいて現役部隊たる第11空中強襲師団として再編制された。第10航空輸送旅団は、フォート・ベニングに駐屯していた航空大隊を中心に編制され、師団に割り当てられたヘリコプターの管理や運用を行った。更に第227航空連隊第1大隊、第228航空連隊第1大隊、第229航空連隊第1大隊から成る第11航空群が創設された。第11航空群には、第11航空中隊(全般支援)、第17航空中隊(軽航空機動)、第478航空中隊(重ヘリコプター)も含まれた。第11空挺師団に所属していた第187歩兵連隊、第188歩兵連隊、第511歩兵連隊は、第11空中強襲師団においても再編制された。
試験監督官のチャールズ・W・G・リッチ少将と、師団長のハリー・W・O・キナード准将の指揮下、師団の歩兵大隊と支援部隊の3分の1を、1機のヘリコプターで輸送できるように部隊の組織編制と計画を策定した。

### 演習での成果
第11空中強襲師団は、空中強襲と、その作戦で効果的に使用可能な必要装備を開発し、習熟した。第187飛行隊と第188飛行隊は、指揮統制機から偵察、機種選定、空中補給に至るまで、様々なヘリコプターの演習と試験を実施し、戦闘ヘリコプターとしての能力を評価した。1963年9月、エアアサルトⅠ演習をジョージア州フォート・スチュワートで実施し、大隊レベルでの航空輸送方式をテストした。1964年10月に、はるかに大規模な演習であるエアアサルトⅡ演習を2つの州で実施した。第11空中強襲師団は、演習期間中、完全な師団として組織されていなかったにもかかわらず、第82空挺師団の能力を完全に補完した。その時の編制は、3つの空中強襲旅団であり、その内訳は、1個空中強襲旅団(兵士は空挺資格を保持していた。)、1個空中機動旅団、航空ロケット砲兵と言われるヘリコプター発射型の新型の砲兵部隊と従来の地上における砲兵部隊から成る1個支援旅団であった。

### 2度目の解散
試験が終了すると第11空中強襲師団と第10航空輸送旅団、第2歩兵師団の一部部隊が統合された。1965年6月29日、第1騎兵師団が大韓民国からジョージア州フォート・ベニングに移動した。1965年7月3日に第11空中強襲師団は解散し、部隊などは第1騎兵師団に移管された。同時に第1騎兵師団は、フォート・ベニング内のドウボーイ・スタジアムに司令部を設置し、第11空中強襲師団の師団長だったハリー・W・O・キナード少将が、そのまま第1騎兵師団の師団長に就任した。大韓民国に残っていた第1騎兵師団の一部の部隊は、第2歩兵師団の指揮下に入った。1965年7月29日、当時のアメリカ合衆国大統領リンドン・ジョンソンは、第1騎兵師団をベトナムに派遣するように命じた。
なお、第11空中強襲師団の各部隊は、第1騎兵師団に編入される際に、以下の通りに改称された。
- 第1騎兵師団司令部中隊←第11空中強襲師団司令部中隊
- 第1騎兵師団第9騎兵連隊第1大隊←第11空中強襲師団第17騎兵連隊第3大隊
- 第1騎兵師団第1旅団司令部中隊←第11空中強襲師団第1旅団司令部中隊
- 第1騎兵師団第8騎兵連隊第1大隊←第11空中強襲師団第188歩兵連隊第1大隊
- 第1騎兵師団第8騎兵連隊第2大隊←第11空中強襲師団第511歩兵連隊第1大隊
- 第1騎兵師団第12騎兵連隊第1大隊←第11空中強襲師団第187歩兵連隊第1大隊
- 第1騎兵師団砲兵隊司令部大隊←第11空中強襲師団砲兵隊司令部大隊
- 第1騎兵師団第19砲兵連隊第2大隊←第11空中強襲師団第81砲兵連隊第6大隊
- 第1騎兵師団第20砲兵連隊第2大隊←第11空中強襲師団第377砲兵連隊第3大隊
- 第1騎兵師団司令部中隊及び軍楽隊支援コマンド←第11空中強襲師団司令部中隊及び軍楽隊支援コマンド
- 第15衛生大隊←第11衛生大隊
- 第15補給・業務大隊←第408補給・業務大隊
- 第15補給・業務大隊支援中隊航空装備補給分遣隊←第11空中強襲師団第1旅団第165航空装備補給分遣隊
- 第15管理中隊←第11管理中隊
- 第27整備大隊←第711整備大隊
- 第8工兵大隊←第127工兵大隊
- 第13通信大隊←第511通信大隊
- 第15輸送大隊←第611航空整備・補給大隊
- 第545憲兵中隊←第11憲兵中隊
- 第191軍事情報分遣隊←第11軍事情報分遣隊
- 第371陸軍保安中隊←第313陸軍保安大隊C中隊

### 空中強襲バッジ

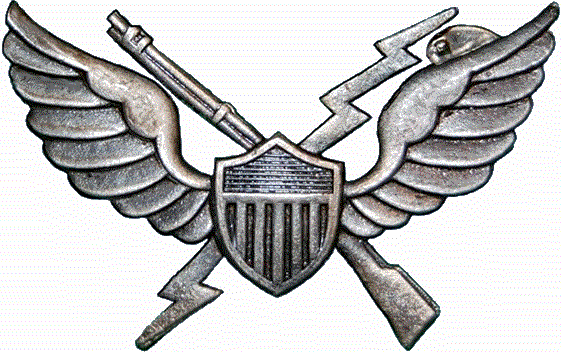
空中強襲バッジ(廃止済み)

現在、アメリカ陸軍で使用されている空中強襲バッジの原型となったバッジは、60フィート(18m)から3回、120フィート(37m)から3回のヘリコプターからの懸垂下降訓練を修了した第11空中強襲師団の兵士によって使用された。また、兵士には航空機の安全手順に精通していることも求められた。具体的には、腕と手による信号を送れる、戦闘強襲作戦に参加できる、空中強襲のための装備を準備し、検査し、設置することができる、ヘリコプター内部の機器の点検を行うことができるなどの技量が求められる。このバッジは、1964年初頭に初めて授与され、それ以来、第11空中強襲の兵士による着用が認められていた。

## 3度目の編制

### 目的
2022年5月3日、上院軍事委員会の公聴会で、クリスティーン・ワームート陸軍長官とジェームズ・C・マッコンビル陸軍参謀総長は、在アラスカ米陸軍を第11空挺師団に再編すると発表した。陸軍長官と陸軍参謀総長によると、この再編の目的は、自殺が急増している在アラスカ米陸軍の兵士に目的意識とアイデンティティをより理解させるためである。また、この再編はアメリカ陸軍が北極戦略に焦点をあてることも意図されている。アラスカ州出身のダン・サリバン上院議員は、「これは在アラスカ米陸軍の歴史的な発展であり、第11空挺師団の名前で在アラスカ米陸軍を再編することは、アラスカ州を拠点とする兵士の精神と目的意識を、この師団の誇り高く、名高い歴史に結び付けるともに、北極圏の国としてのアメリカの役割を強化するという、2つの可能性を提示した。」と述べた。ミリタリードットコム(Military.com)の記事によると、第11空挺師団は在アラスカ米陸軍司令官のブライアン・アイフラー少将を師団長として、2022年6月6日に発足する。

### 編制
ブライアン・アイフラー少将は、第11空挺師団の編制に伴い、師団の基本的な概要を報道機関と共有し、「第11空挺師団の組織は、これまでになく、陸軍のどの部隊も同じ性質の任務を帯びていない。」とコメントした。また、ブライアン・アイフラー少将によれば、師団の完全な編制完結までには時間がかかるが、現時点で予定されている師団の編制は以下のとおりである。
 第11空挺師団 「北極の天使」"Arctic Angels"

 司令部及び司令部大隊
- 司令部及び司令部中隊
- 通信・情報・維持中隊
- 第9陸軍軍楽隊
- 北部戦争訓練センター
- 第1歩兵旅団戦闘団 "Arctic Wolves" アラスカ州フォート・ウェインライト
  - 司令部及び司令部中隊 "Dire Wolves"
  -  第1騎兵連隊第5大隊 偵察、戦場監視、標的補足 (RSTA) "Blackhawk"
  -  第5歩兵連隊第1大隊 "Bobcat"
  -  第21歩兵連隊第3大隊 "Gimlet"
  -  第24歩兵連隊第1大隊 "Legion"
  -  第8野戦砲兵連隊第2大隊 "Automatic"
  -  第70旅団工兵大隊 "Kodiak"
  -  第25旅団支援大隊 "Opahey"
- 第2歩兵旅団戦闘団 "Spartans" アラスカ州エルメンドルフ・リチャードソン統合基地
  -  司令部及び司令部中隊
  -  第40騎兵連隊第1大隊 "Denali"
  -  第501歩兵連隊第1大隊
  -  第509歩兵連隊第3大隊
  -  第377野戦砲兵連隊]第2大隊
  -  第6旅団工兵大隊 "Oak"
  -  第725旅団支援大隊 "Centurion"
- 第11空挺師団砲兵隊
  - 司令部及び司令部中隊
- 戦闘航空旅団
  - 司令部及び司令部中隊
  -  第52航空連隊第1大隊 (全般支援)
  -  第25航空連隊第1大隊 (攻撃偵察)
  -  第25航空連隊D中隊 (MQ-1C)
- 維持旅団
  - 司令部及び司令部中隊
  -  第17戦闘維持支援大隊

### 部隊章

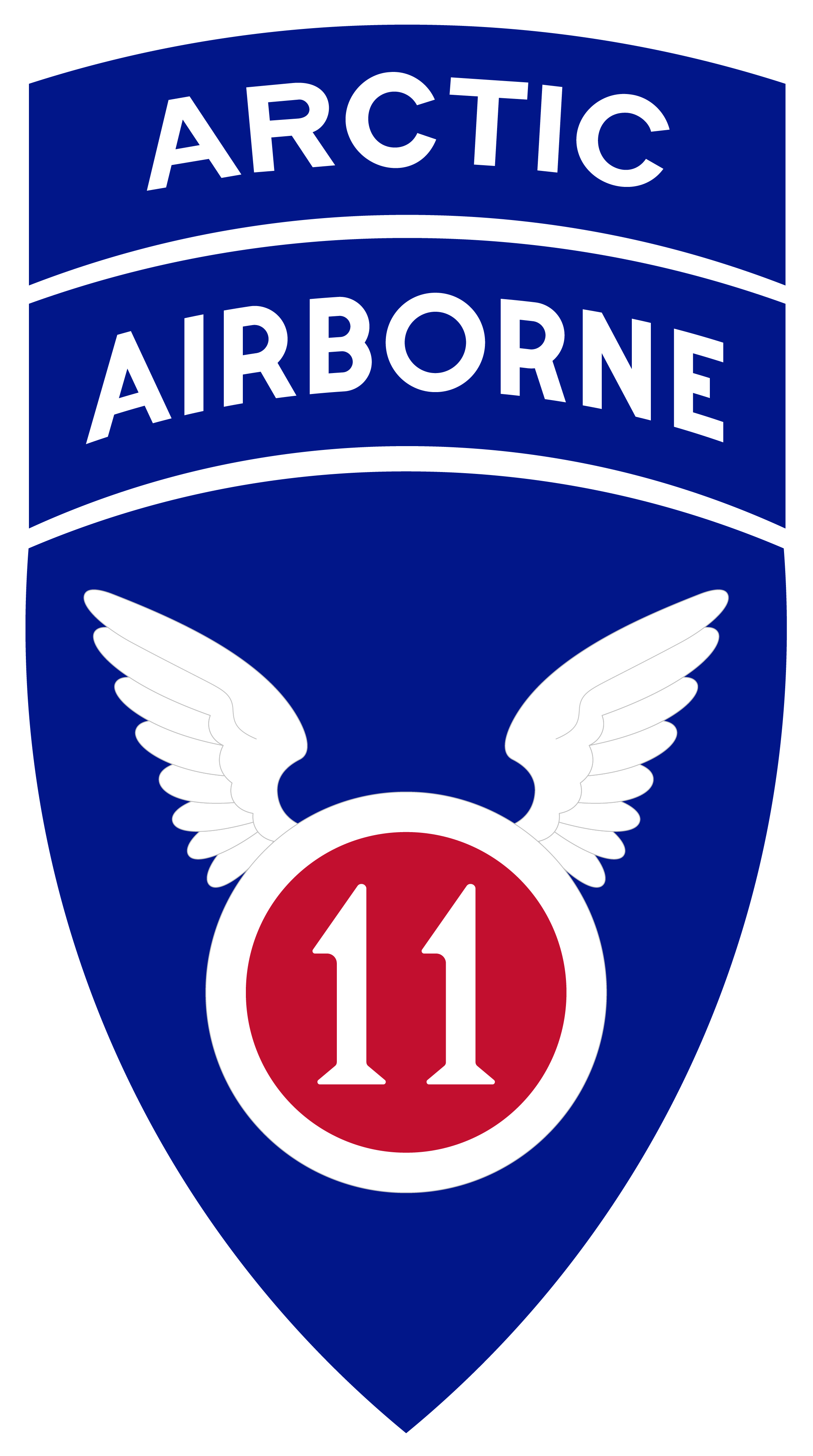
北極タブと空挺タブが付属した第11空挺師団の新たなショルダースリーブ記章(SSI)

第11空挺師団の再編制に伴い、2022年4月25日、陸軍参謀次長室G-1部は、在アラスカ米陸軍に所属する兵士に対し、北極タブの着用を、第11空挺師団のショルダースリーブ記章(SSI)に付属する形で一時的に承認した。これにより第11空挺師団は、師団のショルダースリーブ記章(SSI)に空挺タブ、北極タブの2つの部隊指定タブを着用することを許可された、アメリカ陸軍最初の部隊となった。

## 歴代師団長
- 1943年2月25日 - 1958年6月30日
  - ジョセフ・M・スウィング、1943年2月 - 1948年1月
  - ウィリアム・マイリー、1948年1月 - 1950年1月
  - ライマン・レムニッツァー、1950年1月 - 1951年11月
  - ウェイン・C・スミス、1951年11月 - 1952年1月
  - リグデリー・ゲイサー、1952年1月 - 1953年4月
  - ウェイン・C・スミス、1953年4月 - 1955年5月
  - デリル・マクダニエル、1955年5月 - 1956年9月
  - ヒュー・P・ハリス、1956年10月 - 1958年4月
  - ラルフ・クーパー、1958年5月 - 1958年6月

- 1963年2月1日 - 1965年7月3日
  - ハリー・W・O・キナード、1963年2月 - 1965年7月

## 著名なメンバー
- ロッド・サーリング、第二次世界大戦中に第11空挺師団に参加。テレビシリーズ『トワイライト・ゾーン』の製作総指揮者。
- ラリー・ソーン少佐、別名ラウリ・アラン・トルニ。ベトナム戦争中の1965年に極秘任務MACV-SOGに参加中に戦死。
- ダーウィン・グロス(1928–2008)、第11空挺師団所属の元兵士で、新興宗教エッカンカルの元指導者。